# António Feijó

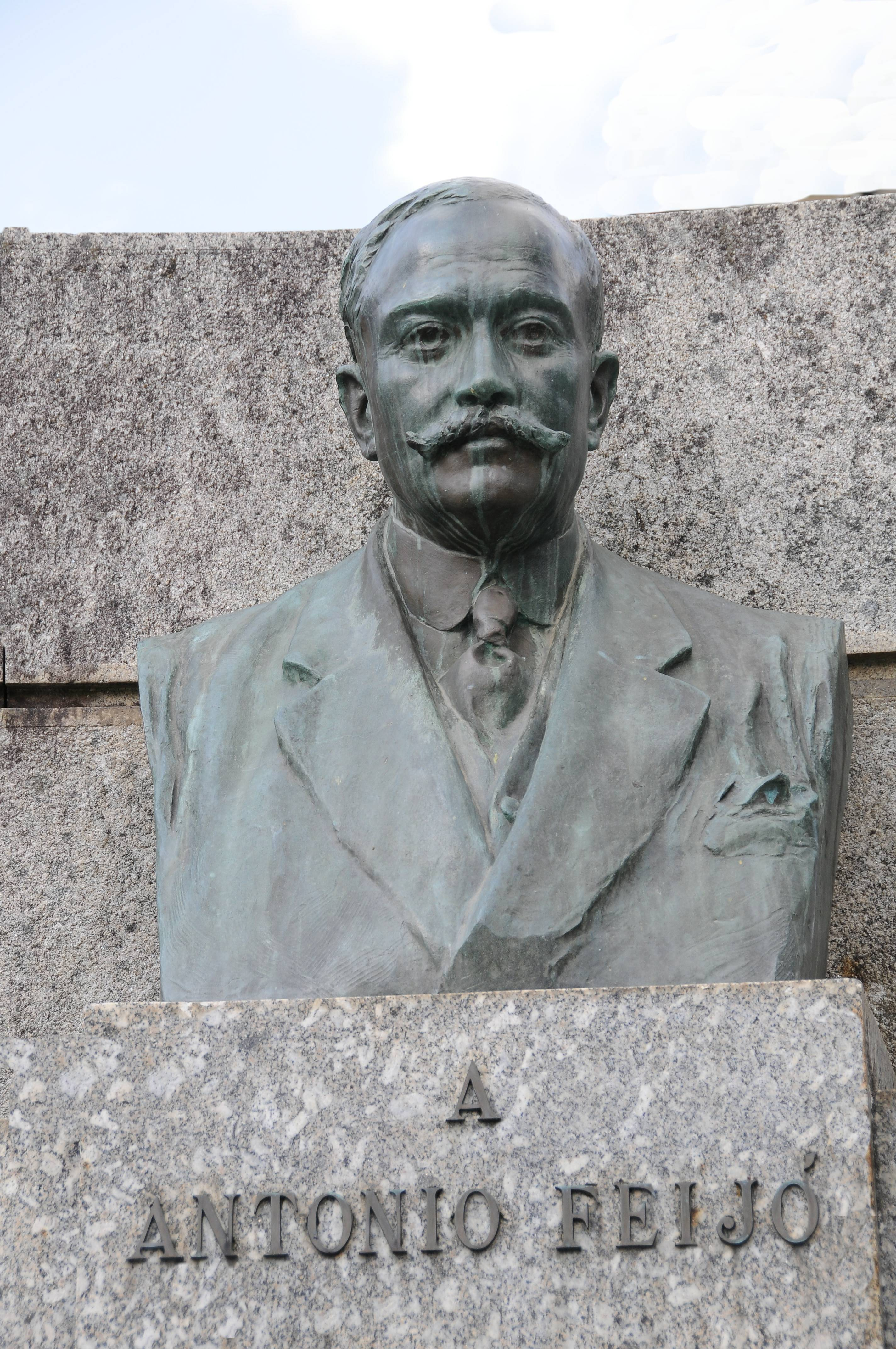
Denkmal für António Feijó in Ponte de Lima

António Joaquim de Castro Feijó (* 1. Juni 1859 in Ponte de Lima; † 20. Juni 1917 in Stockholm) war ein portugiesischer Diplomat und Dichter.

## Werdegang
Feijó besuchte das Lyzeum in Braga und nahm anschließend an der Universität Coimbra ein Studium der Rechtswissenschaften auf, das er 1883 abschloss. 1886 trat er in den Auswärtigen Dienst seines Landes ein und übernahm Aufgaben in den Konsulaten Portugals in den brasilianischen Staaten Pernambuco und Rio Grande do Sul. Ab 1892 war er Generalkonsul und Übergangs-Geschäftsträger in der portugiesischen Legation in Stockholm mit Akkreditierung für Dänemark, ab dem 17. November 1901 dort Geschäftsträger. Bei Eröffnung der portugiesischen Legation in Oslo am 16. Juni 1906 wurde er dort mit Sitz in Stockholm als Ministre plénipotentiaire für Norwegen mitakkreditiert. Die Akkreditierung in Kopenhagen wurde am 16. Dezember 1908 beendet und 1915 wieder aufgenommen.
Schon als Student verfasste er erste Werke. Sein schriftstellerisches Schaffen ist mit den Parnassiens verbunden, deren bedeutendster portugiesischer Vertreter er war. So spiegeln sich in der Lyrik Feijós Dekadenzdichtung und eine Ironie der Ernüchterung, nahm in seinen Versen jedoch stets eine aristokratisierende Haltung in Bezug auf das Leben und die Kunst ein.
Im September 1900  heiratete er die Schwedin Maria Luísa Carmen Mercedes Joana Lewin (1878–1915). Ihr früher Tod beeinflusste Feijós Werke, die von einer Obsession mit dem Tod gekennzeichnet sind.

## Werke (Auswahl)
- 1882: Transfigurações
- 1884: Líricas e Bucólicas
- 1890: Cancioneiro Chinês
- 1897: Ilha dos Amores
- 1907: Bailatas
- 1922: Sol de Inverno
- 1926: Novas Bailatas